# Herman
Herman eller Hermann er et drengenavn, der stammer fra oldhøjtysk "Heriman" og betyder "hær-mand" eller "kriger". Navnet kan også være en forvanskning af norrønt Hermundr, med andet led mundr (= brudegave, fæstegave).
Navnet var tidligere mere udbredt end nu, hvor blot 700 danskere bærer det ifølge Danmarks Statistik.
Navnet forekommer også som efternavn.

## Hermann i historien
- Hermann (latin: Arminius) hed cheruskernes høvding, der slog romerne i det afgørende Varusslaget i år 9 e.Kr.

(Som en markering af slaget er der i Teutoburgerskoven rejst mindesmærket Hermannsdenkmal.)

## Kendte personer med navnet
- Herman Bang, dansk forfatter.
- Herman Wilhelm Bissen, dansk billedhugger.
- Hermann Ernst Freund, tysk-dansk billedhugger.
- Hermann Göring, tysk nazistisk leder.
- Hermann Hesse, tysk-schweizisk forfatter og modtager af Nobelprisen i litteratur.
- Hermann Huppen, belgisk tegneserieskaber (kendt under navnet Hermann).
- Herman D. Koppel, dansk komponist.
- Herman Melville, amerikansk forfatter.
- Hermann Rorschach, schweizisk psykolog.
- Herman Salling, dansk købmand.
- Hermann Scherchen, tysk dirigent.
- Johan Herman Wessel, dansk-norsk forfatter.

## Navnet anvendt i fiktion
- Carl Herman og jeg er en sang af og med John Mogensen.
- Herman er navnet på formanden for taxacentralen CityBilen i TV-serien TAXA. Figuren spilles af Torben Jensen.
- Hunden Herman fra Bellini-serien, en række computerspil produceret af Savannah.

## Andre anvendelser
- Herman's Hermits er navnet på en engelsk popgruppe fra 1960'erne.
- Hermanns syndrom er form for ordblindhed.
- Hermann Trophy er en årlig pris givet til amerikanske fodboldspillere
- Lille Herman er betegnelsen for en slags primitiv høvlebænk.
- Herman (film) – norsk film fra 1990 instrueret af Erik Gustavson, baseret på Lars Saabye Christensens roman af samme navn.[3]
- Herman er navn på en surdej, der sendes rundt som en slags kædebrev.[4][5]